# Малополско възвишение
Малополското възвишение (на полски: Wyżyna Małopolska) е възвишение в южната част на Полша. Дължина от югозапад на североизток около 175 km и ширина до 130 km. На изток и юг е ограничено от долината на река Висла, на запад долината на река Пилица (ляв приток на Висла) го отделя от Силезкото възвишение, а на север постепенно се понижава към Великополско-Куявската и Мазовецко-Подляската низини. Изградено е от варовици, шисти и пясъчници, често препокрити от ледникови и льосови наслаги. Максимална височина връх Лисица 612 m, издигащ се в североизточната му част в т.нар. Свентокшинско възвишение. Условно Малополското възвишение се поделя на две основни възвишения Краковско-Ченстоховско на юг и Келецко-Сандомежко на североизток. На юг, югоизток, изток и североизток текат реки леви притоци на Висла – Длубня, Шренява, Нидзица, Нида, Чарна, Каменна, Радомка, а на запад и север – река Пилица и десните ѝ притоци Чарна, Джевичка и др. Значителна част от територията на възвишението е земеделски усвоена, като на отделни места са се съхранили малки масиви от букови и смесени гори. Разработват се находища на желязна реса и сяра.